# Scott Williams (producteur)
Pour les articles homonymes, voir Scott Williams et Williams.
Scott Williams est un scénariste et producteur de télévision américain, né à Yonkers, dans l'État de New York.

## Filmographie
Scott Williams a presque uniquement travaillé pour la télévision, à l'exception du scénario de Sous le silence. Il est nommé au prix Edgar-Allan-Poe, en 1999, pour son travail de scénariste dans l'épisode Fulls Russian de la série Brooklyn South.

### Comme scénariste
- 2011- présent : NCIS : Enquêtes spéciales (5 épisodes)
- 2010-2011 : Castle (2 épisodes)
- 2010 : Miami Medical (2 épisodes)
- 2006-2009 : Bones (7 épisodes)
- 2005-2006 : FBI : Portés disparus (3 épisodes)
- 2004-2005 : Preuve à l'appui (5 épisodes)
- 2001-2004 : New York 911 (11 épisodes)
- 2001 : Sous le silence (scénario)
- 2000-2001 : Washington Police (3 épisodes)
- 2000 : FBI Family (1 épisode)
- 1998-1999 : Le damné (2 épisodes)
- 1998 : New York Police Blues (1 épisode)
- 1997-1998 : Brooklyn South (3 épisodes)

### Comme producteur
- 2011- présent : NCIS : Enquêtes spéciales (coproducteur exécutif – 30 épisodes)
- 2010-2011 : Castle (coproducteur exécutif – 24 épisodes)
- 2010 : Miami Medical (coproducteur exécutif – 12 épisodes)
- 2006-2009 : Bones (coproducteur exécutif – 61 épisodes)
- 2005-2006 : FBI : Portés disparus (coproducteur exécutif – 24 épisodes)
- 2004-2005 : Preuve à l'appui (coproducteur exécutif – 21 épisodes)
- 2003-2004 : New York 911 (coproducteur exécutif – 22 épisodes et producteur superviseur – 1 épisode)
- 2000-2001 : Washington Police (coproducteur – 15 épisodes)
- 2000 : FBI Family (coproducteur – 1 épisode)